# Вільям Седлер
Вільям Седлер (англ. William Sadler; 13 квітня 1950) — американський актор.

## Життєпис
Вільям Седлер народився 13 квітня 1950 року в місті Баффало, штат Нью-Йорк. Навчався в середній школі Орчард Парку в передмісті Буффало. Потім навчався в Корнельському університеті. Почав акторську кар'єру в нью-йоркських театрах, зіграв більш ніж в 75 постановках за 12 років. З кінця 1970-х почав грати епізодичні ролі у кінофільмах і серіалах. Популярність до Седлера прийшла після ролі полковника Стюарта в кінокартині «Міцний горішок 2». У 1992 році отримав кінопремію «Сатурн» за роль Смерті в комедії «Нові пригоди Білла і Теда». Знімався в трьох фільмах за оповіданнями Стівена Кінга: «Втеча з Шоушенка» (1994), «Зелена миля» (1999) та «Імла» (2007). Усі три фільми були зняті режисером Френком Дарабонтом.
Вільям Седлер одружився з Марні Джоан Бекст у 1977 році, у них є одна дитина.

## Фільмографія
| Рік       |    | Українська назва                              | Оригінальна назва                 | Роль                                          |
| --------- | -- | --------------------------------------------- | --------------------------------- | --------------------------------------------- |
| 1981      | с  | Медсестра                                     | Nurse                             | доктор Джордж Бредфорд                        |
| 1982      | тф | Сусідство                                     | The Neighborhood                  |                                               |
| 1983      | с  | Після MASH                                    | After MASH                        | Джо Ворнер                                    |
| 1986      | с  | Зрівнювач                                     | The Equalizer                     | Рік Діллон / Кевін Мур                        |
| 1987      | ф  | Проект Ікс                                    | Project X                         | доктор Керролл                                |
| 1987      | с  | Службове відрядження                          | Tour of Duty                      | майор Рігбі                                   |
| 1987      | тф | Приватний детектив                            | Private Eye                       | Чарлі Фонтана                                 |
| 1987—1988 | с  | Приватний детектив                            | Private Eye                       | Чарлі Фонтана                                 |
| 1988      | с  | Опівнічна спека                               | In the Heat of the Night          | Річі Епман                                    |
| 1988      | с  | Сент-Елсвер                                   | St. Elsewhere                     |                                               |
| 1988      | тф | Кадети                                        | Cadets                            | полковник Том Стардівант                      |
| 1989      | с  | Розанна                                       | Roseanne                          | Дуайт                                         |
| 1989      | с  | Гуперман                                      | Hooperman                         | Ленні Гардін                                  |
| 1989      | тф | Нескорений                                    | Unconquered                       |                                               |
| 1989      | с  | Мерфі Браун                                   | Murphy Brown                      | полковник Фітцпатрік                          |
| 1989      | с  | Засланий на планету Земля                     | Hard Time on Planet Earth         | офіцер Роллман                                |
| 1989      | с  | Гідеон Олівер                                 | Gideon Oliver                     | Франклін Фінні                                |
| 1989—1994 | с  | Байки зі склепу                               | Tales from the Crypt              | Смерть / Найлс Телбот                         |
| 1990      | ф  | Усупереч смерті                               | Hard to Kill                      | Сенатор Вернон Трент                          |
| 1990      | ф  | Міцний горішок 2                              | Die Hard 2                        | полковник Стюарт                              |
| 1990      | ф  | Гаряче містечко                               | The Hot Spot                      | Френк Саттон                                  |
| 1990      | тф | Обличчя страху                                | The Face of Fear                  | Ентоні Прайн                                  |
| 1991      | тф | Їхати вже надто пізно                         | The Last to Go                    | Тріт                                          |
| 1991      | ф  | Нові пригоди Білла і Теда                     | Bill & Ted's Bogus Journey        | Смерть                                        |
| 1992      | тф | Історії про сильних людей                     | Two-Fisted Tales                  | містер Раш                                    |
| 1992      | ф  | Порушення кордонів                            | Trespass                          | Дон                                           |
| 1993      | ф  | Потвори                                       | Freaked                           | Дік Браян                                     |
| 1993      | тф | Джек Рід: Знак пошани                         | Jack Reed: Badge of Honor         | Анатоль                                       |
| 1994      | тф | Чарівність Бермуд                             | Bermuda Grace                     | Сем Грейс                                     |
| 1994      | ф  | Втеча з Шоушенка                              | The Shawshank Redemption          | Гейвуд                                        |
| 1995      | с  | За межею можливого                            | The Outer Limits                  | Френк Геллнер                                 |
| 1995      | тф | Омен                                          | The Omen                          | доктор Лінус                                  |
| 1996      | ф  | Кривавий бордель                              | Bordello of Blood                 | Мумія                                         |
| 1996      | ф  | Соло                                          | Solo                              | Френк Медден                                  |
| 1996—1997 | с  | Полтергейст: Спадщина                         | Poltergeist: The Legacy           | Шеймус Блум                                   |
| 1997      | ф  | Ракетник                                      | RocketMan                         | Дикий Білл                                    |
| 1998      | ф  | Раптовий напад                                | Ambushed                          | Джим Наттер                                   |
| 1998—1999 | с  | Зоряний шлях: Глибокий космос 9               | Star Trek: Deep Space Nine        | Слоан                                         |
| 1999—2002 | с  | Місто прибульців                              | Roswell                           | шериф Джим Валенті / полковник Джеймс Кессіді |
| 1999      | ф  | Винищувач                                     | Stealth Fighter                   | адмірал Френк Петерсон                        |
| 1999      | ф  | Зелена миля                                   | The Green Mile                    | Клаус Деттерік                                |
| 1999      | тф | Захист свідків                                | Witness Protection                | Шарп                                          |
| 2003      | с  | Ед                                            | Ed                                | Лі Літч                                       |
| 2003      | с  | Закон і порядок: Злочинний намір              | Law & Order: Criminal Intent      | Кайл Девлін                                   |
| 2003      | ф  | Битви солдата Келлі                           | The Battle of Shaker Heights      | Ейб                                           |
| 2004      | ф  | Доктор Кінсі                                  | Kinsey                            | Кеннет Браунт                                 |
| 2004      | с  | Військово-юридична служба                     | JAG                               | Соул Вейнрайт                                 |
| 2004      | с  | Дивопад                                       | Wonderfalls                       | Дерен Тайлер                                  |
| 2005      | с  | Третя зміна                                   | Third Watch                       | Скотті Мюрей                                  |
| 2005      | с  | Поклик Тру                                    | Tru Calling                       | Тревіс                                        |
| 2005      | с  | Закон і порядок: Суд присяжних                | Law & Order: Trial by Jury        | Пол Райс                                      |
| 2005      | в  | Пожирач душ                                   | Devour                            | Айван Рейс                                    |
| 2005      | с  | Закон і порядок                               | Law & Order                       | Кевін Друкер                                  |
| 2006      | с  | CSI: Місце злочину                            | CSI: Crime Scene Investigation    | Ред Купер                                     |
| 2007      | с  | 4исла                                         | Numb3rs                           | Джей Еверетт Таттл                            |
| 2007      | с  | Брати Доннеллі                                | The Black Donnellys               | Мюнст                                         |
| 2007      | тф | Джессі Стоун: Різка зміна                     | Jesse Stone: Sea Change           | Джино Фіш                                     |
| 2007      | с  | Traveler                                      | Traveler                          | Карлтон Фог                                   |
| 2007      | ф  | Август Раш                                    | August Rush                       | Томас Новачек                                 |
| 2007      | ф  | Імла                                          | The Mist                          | Джим                                          |
| 2008      | с  | Медіум                                        | Medium                            | Джон Еджмонт                                  |
| 2008—2011 | с  | Межа                                          | Fringe                            | доктор Самнер                                 |
| 2008      | вг | The Bourne Conspiracy                         | The Bourne Conspiracy             | Александр Конклін                             |
| 2008      | ф  | Орлиний зір                                   | Eagle Eye                         | Вільям Шоу                                    |
| 2009      | тф | Джессі Стоун: Тонкий лід                      | Jesse Stone: Thin Ice             | Джино Фіш                                     |
| 2009      | с  | Криміналісти: мислити як злочинець            | Criminal Minds                    | Рей Фіннеган                                  |
| 2009—2010 | с  | Три ріки                                      | Three Rivers                      | Майкл Зеласко                                 |
| 2010      | тф | Джессі Стоун: Ніякого каяття                  | Jesse Stone: No Remorse           | Джино Фіш                                     |
| 2010      | с  | Милосердя                                     | Mercy                             | полковник Нейт Ремсі                          |
| 2010      | с  | Тихий океан                                   | The Pacific                       | полковник Льюїс «Честі» Пуллер                |
| 2010      | с  | Гаваї 5.0                                     | Hawaii Five-0                     | Джон Макгаретт                                |
| 2010      | вг | Fallout: New Vegas                            | Fallout: New Vegas                | Віктор                                        |
| 2011      | ф  | Відкриті ворота                               | Open Gate                         | Роберт                                        |
| 2011      | с  | Переслідування                                | Chase                             | Вільям Фрост                                  |
| 2011      | тф | Джессі Стоун: Загибель невинних               | Jesse Stone: Innocents Lost       | Джино Фіш                                     |
| 2011      | с  | Білий комірець                                | White Collar                      | Бретт Геллес                                  |
| 2011      | с  | Особливо небезпечний                          | Person of Interest                | батько Антона                                 |
| 2012      | ф  | Модник Мелвін                                 | Melvin Smarty                     | Боб                                           |
| 2012      | ф  | На межі                                       | Man on a Ledge                    | службовець                                    |
| 2012      | ф  | Знайти своє щастя                             | See Girl Run                      | Марті                                         |
| 2012      | тф | Джессі Стоун: Зважаючи на відсутність доказів | Jesse Stone: Benefit of the Doubt | Джино Фіш                                     |
| 2012      | с  | Сутичка                                       | Damages                           | Гельмут Толбер                                |
| 2013      | тф | Позолочені лілії                              | Gilded Lilys                      |                                               |
| 2013      | ф  | Залізна людина 3                              | Iron Man 3                        | Президент Елліс                               |
| 2013      | тф | Імперія цибулевих новин                       | Onion News Empire                 | Ед Масгроу                                    |
| 2013      | с  | Везунчик                                      | Golden Boy                        | Джек Доудел                                   |
| 2013      | ф  | Мачете вбиває                                 | Machete Kills                     | шериф Доакс                                   |
| 2013      | с  | Елементарно                                   | Elementary                        | Ян Гейл                                       |
| 2013      | с  | Чорний список                                 | The Blacklist                     | Сем                                           |
| 2014      | с  | Від заходу до світанку                        | From Dusk Till Dawn               | Великий Джим                                  |
| 2014      | с  | Державний секретар                            | Madam Secretary                   | Джордж                                        |
| 2014      | с  | Флеш                                          | The Flash                         | Саймон Стагг                                  |
| 2015      | ф  | Право на спадок                               | Freeheld                          | Пітер Сантуччі                                |
| 2019      | ф  | Ветерани Іноземних Війн                       | VFW                               | Волтер Рід                                    |
| 2019      | ф  | Розбійники з великої дороги                   | The Highwaymen                    | Генрі Берроу, батько Клайда                   |
| 2020      | ф  | Білл і Тед                                    | Bill & Ted Face the Music         | Смерть                                        |
| 2020      | ф  | Прокляття                                     | Grudge                            | детектив Вілсон                               |
| 2021      | ф  | Нечестивий                                    | The Unholy                        | отець Хаган                                   |
| 2024      | ф  | Салемз Лот                                    | Salem's Lot                       | Паркінс Гіллеспі                              |